# ИльинК
«ИльинК» — российская музыкальная группа, играющая в жанре хеви-метал, хард-н-хеви, пауэр-метал. Образована в 1999 году музыкантом Константином Ильиным.

## История
Группа «ИльинК» была образована в 1999 году в подмосковном городе Одинцово музыкантом Константином Ильиным.
Первый альбом «Возрождение» был выпущен в 2024 после долгого перерыва. Группа быстро заявила о себе, выступая на различных музыкальных фестивалях и концертных площадках.
Коллектив стал известен благодаря яркому и энергичному выступлению, а также звучанию, сочетающему в себе элементы heavy metal и hard rock.
Среди их самых известных песен группы: «Домой», «Плачу», «Антихрист», «Не забыть», Сожжённые крылья" из альбомов «Антихрист», «Тень смерти» и «Romantic Ballads».
Группа также получила высокие оценки в различных музыкальных чартах.

Основание и ранние годы (1999–2002)
Группа ИльинК была основана в 1999 году Константином Ильиным (род. 23 июля 1984 года), который на момент создания коллектива был 15-летним подростком. Вдохновленный творчеством Metallica, Ozzy Osbourne, Queen, а также российскими группами, такими как «Ария», «Чёрный кофе» и «Чёрный обелиск», Ильин стремился создать музыку, сочетающую мощь металла с мелодичностью и русскоязычной лирикой. Название «ИльинК» стало отсылкой к фамилии основателя и отражало лаконичный стиль группы.
Первоначальный состав включал Константина Ильина (вокал, барабаны), Александра Мартынова (бас-гитара), Дмитрия «Димона» Мытарева (гитара) и Павла Кравцова (гитара). Репетиции проходили в гараже, предоставленном отцом Мытарева, где были созданы первые песни, такие как «Город теней» и «Стальной рассвет». Эти композиции сочетали агрессивные риффы с поэтическими текстами о свободе и внутреннем поиске. Группа быстро завоевала популярность среди местной молодежи благодаря выступлениям на квартирниках и в местных домах культуры.
Первые записи и изменения состава (2002–2005)
В 2002 году ИльинК записали дебютный демо-альбом “Пульс асфальта”, включавший пять треков. Альбом, записанный в домашних условиях, получил распространение на кассетах и дисках среди подмосковных рокеров, став культовым в локальной сцене. В этот период группу покинул Павел Кравцов из-за музыкальных разногласий, а его место занял гитарист Игорь «Гарри» Степанов, чья виртуозная игра добавила звучанию технической сложности. Также к коллективу присоединился клавишник Вадим Рябов, что позволило экспериментировать с элементами прогрессивного метала.
Пик популярности: альбом “Веры нет” (2006–2009)
Прорыв группы произошел в 2006 году с выходом альбома “Веры нет”, записанного в домашней студии в Одинцово. Альбом получил положительные отзывы за мощное звучание и глубокие тексты, а заглавная композиция стала одной из самых известных в репертуаре группы. ИльинК выделялись сочетанием тяжелых риффов, лиричных мелодий и философских текстов Константина Ильина, затрагивающих темы свободы, любви и экзистенциального поиска.
Однако в 2007–2009 годах состав группы претерпел значительные изменения: Вадим Рябов, Игорь Степанов, Александр Мартынов и Дмитрий Мытарев покинули коллектив из-за нехватки времени и внутренних разногласий. Константин начал сотрудничество с гитаристом Владимиром Корниенковым, с которым записал несколько треков.
Испытания и трансформация (2009–2015)
В начале 2010-х годов ИльинК столкнулись с трудностями: уход ключевых участников и финансовые проблемы поставили группу на грань распада. Константин Ильин, оставшись единственным постоянным участником, решил переосмыслить звучание коллектива, добавив элементы пост-панка и альтернативного метала. В 2013 году дуэт Ильина и Корниенкова выпустил сингл “Сожженные крылья”, который отражал более мрачную и экспериментальную сторону творчества. Однако вскоре их пути разошлись, и группа фактически приостановила деятельность.
Возрождение и современный этап (2020–настоящее время)
С 2013 по 2024 год Константин Ильин практически не занимался музыкальной деятельностью, сосредоточившись на написании текстов. В 2024 году ИльинК возродились как сольный проект Константина. В этом же году был выпущен альбом “Возрождение”, ознаменовавший возвращение к мелодичному хэви-металу с современным звучанием. Константин использовал ии для создания аранжировок, сохраняя при этом авторский контроль над музыкой и текстами.

В 2024–2025 годах Ильин выпустил несколько альбомов и синглов, накопленных за годы творческого затишья.
В 2025 году Константин написал песню “Ballad of the Final Bow”, посвящённую прощальному концерту Оззи Осборна, что стало значимым событием для поклонников группы.
Музыкальный стиль и тематика
Музыка ИльинК сочетает мелодичный хэви-метал с элементами альтернативного рока, прогрессивного метала и пост-панка. Тексты Константина Ильина отличаются философской глубиной, затрагивая темы свободы, любви, борьбы и экзистенциального поиска. Личная харизма Ильина и его мощный вокал стали ключевыми элементами, выделяющими группу в Русском хевви метале!
Наследие
ИльинК остаётся одной из значимых рок-групп Подмосковья, вдохновляющей как поклонников классического хэви-метала, так и молодое поколение. История группы — это пример искренности, упорства и творческой эволюции. Константин Ильин продолжает работать над новым материалом, обещающим новые вершины в истории ИльинК.

## Дискография

### Студийные альбомы
- 2025 — «Тень Ворона»
- 2025 — «Black»
- 2024 — «Возрождение»[5]
- 2024 — «Антихрист»[6]
- 2024 — «Тень смерти»[7]
- 2024 — «Romantic Ballads»[7]

## Синглы
- 2025 — «Ballad of the Final Bow»[8]
- 2025 — «Пачка сигарет»[8]
- 2025 — «The Show Must Go On»[8]
- 2024 — «Зверь»[8]
- 2024 — «Битва»[8]
- 2024 — «Плачу»
- 2024 — «Ветер»
- 2024 — «Ночь»
- 2024 — «Ведьма»
- 2024 — «Антихрист»
- 2024 — «Мы славяне»
- 2024 — «Весёлые тролли»
- 2024 — «Сорок лет»
- 2024 — «Не забыть»
- 2024 — «Рукописи не горят».

### Видео
- 2024 — «Битва» (Видеоклип находится в разработке)

## Состав
Нынешний состав
- Константин Ильин — вокал, гитара, барабаны, бас, текста, музыка (1999–настоящее время)

Бывшие участники
- Александр Мартынов — бас-гитара (1999–2007)
- Дмитрий «Димон» Мытарев — гитара (1999–2007)
- Павел Кравцов — гитара (1999–2002)
- Игорь «Гарри» Степанов — гитара (2002–2007)
- Вадим Рябов — клавишные (2002–2007)
- Владимир Корниенков — гитара (2007—2010)

## Рецензии
- Рецензия на сингл «Ballad Of The Final Bow» от музыкального обозревателя Алексея «Astarte Eel» Иринеевым (RockCor, Hellz Zine, Requiem, etc.)[1]
- Рецензия на сингл «Пачка сигарет» от музыкального обозревателя Алексея «Astarte Eel» Иринеевым (RockCor, Hellz Zine, Requiem, etc.)[1]
- Рецензия на альбом «Тень Ворона» от музыкального обозревателя Алексея «Astarte Eel» Иринеевым (RockCor, Hellz Zine, Requiem, etc.)[1]
- Рецензия на альбом группы ИльинК «Тень Смерти» (Россия, Одинцово; Rock / hard rock / hard’n’heavy)
- Рецензия на сингл группы ИльинК «Ветер» (Россия, Одинцово; Rock / hard rock / hard’n’heavy)
- Рецензия на альбом «Антихрист» в журнале Rockcor/Роккор N3 (2024)
- Рецензия на альбом «Антихрист» от музыкального обозревателя Алексея «Astarte Eel» Иринеевым (RockCor, Hellz Zine, Requiem, etc.)[1]
- Рецензия на альбом «Black» от музыкального обозревателя Алексея «Astarte Eel» Иринеевым (RockCor, Hellz Zine, Requiem, etc.)[1]
- Рецензия на сингл «The Show Must Go On» от музыкального обозревателя Алексея «Astarte Eel» Иринеевым (RockCor, Hellz Zine, Requiem, etc.)[9]